# Paolo Musolino
Paolo Musolino (Reggio Calabria, 8 gennaio 1916 – Bianco, 28 maggio 1988) è stato uno scacchista italiano.

## Carriera scacchistica
Inizia molto tardi a giocare i tornei a tavolino; l'esordio, di un certo livello, avviene nel torneo minore di Reggio Emilia nel 1947, all'età di 31 anni. 
Nel 1972 approfitta del torneo FSI di Catanzaro, a due passi da casa, per ottenere il titolo di Candidato Maestro. Vince il torneo ex aequo con Alba (8½ su 11 il punteggio).
Capace risolutore di problemi scacchistici, partecipava a tutte le gare di soluzione possibili.
Per corrispondenza ottiene 5 podi nei campionati italiani, il primo nel 1951 e l'ultimo nel 1977), senza però vincerne nessuno.
A Bianco viene effettuato un torneo di scacchi annuale in memoria di Paolo Musolino.